# Округ Самерсет (Пенсилванија)
Округ Самерсет (енгл. Somerset County) је округ у америчкој савезној држави Пенсилванија.

## Демографија
По попису из 2010. године број становника је 77.742, што је 2.281 (-2,9%) становника мање него 2000. године.
| Група             | 2000.          | 2010.          |
| Белци             | 77.736 (97,1%) | 74.265 (95,5%) |
| Афроамериканци    | 1.275 (1,6%)   | 1.863 (2,4%)   |
| Азијати           | 172 (0,2%)     | 239 (0,3%)     |
| Хиспаноамериканци | 532 (0,7%)     | 840 (1,1%)     |
| Укупно            | 80.023         | 77.742         |